# عناصر پیش‌بینی‌شده توسط مندلیف
دیمیتری مِندِلیف دانشمندی بود که در ۱۸۶۹ جدول تناوبی عنصرها را براساس خواص جرمی عنصرها و از سبک به سنگین مرتب کرد.
اما در این مرتب‌سازی جاهای خالی مشاهده کرد و حدس زد آن عنصرها کشف نشده باشند.
اکنون از پیشوند اِکا برای این عناصر استفاده می‌شود به طور مثال اکا-سِزیوم که فرانسیوم است.

## پیشوندها
برای دادن نام موقت به عنصرهای پیش‌بینی‌شده اش، مندلیف پیشوندهای اِکا- (eka-)، دوی-  (dvi- یا dwi-)، و تری (tri-)، از نام‌های سانسکریت رقم‌های 1، 2، و 3، وابسته بر این که عنصر پیش‌بینی‌شده یک، دو، سه جایگاه پایین از عنصر شناخته‌شده همان گروه در جدول اش باشد، به کار می‌برد.
برای نمونه، ژِرمانیوم تا کشف اش در ۱۸۸۶، اِکا-سیلیکُن (eka-silicon) نامیده می‌شد، و رِنیوم پیش از کشف اش در ۱۹۲۶، دوی-مَنگَنِز (dvi-manganese) خوانده می‌شد.